# Монгольское завоевание государства Дали
Монгольское завоевание государства Дали — боевые действия между Монгольской империей и байским государством Дали, завершившиеся уничтожением Дали и включением его территории в состав монгольской империи.

## Предыстория
В 1252 году великий хан Мунке, готовясь к войне с государством Южная Сун, приказал своему брату Хубилаю захватить государство Дали, чтобы впоследствии использовать его территорию для удара по Сун с запада. Хубилаю было уже 36 лет, но это было его первой возможностью проявить себя как полководцу (Мунке возглавлял монгольские армии, когда ему ещё не было и 20 лет), поэтому он подготовился к походу очень тщательно, и выступил лишь осенью 1253 года.
Собрав свои войска в Линьтао, Хубилай отправил в Дали посольство во главе с тремя посланниками, передавшими правителю Дали требование покориться монголам. Главный министр Гао Тайсян, фактически управлявший государством, приказал казнить всех трёх послов. Хубилай вышел в карательный поход. По плану Урянхадай должен был вести свой отряд на Дали с запада, Хубилай шёл на лобовое столкновение, а несколько князей со своей частью армии должны были нанести удар с востока. Чтобы добраться до Дали, монголам нужно было преодолеть сложную гористую местность.

## Поход на Дали
Монгольское наступление с трёх сторон началось в конце октября 1253 года. Гао Тайсян, отказавшийся сдаться монголам, собрал свои войска в единый кулак на берегу реки Цзиньшацзян и ожидал приближения врага. Войска Хубилая вышли на противоположный берег реки в ноябре. Хубилай поручил Баяну соорудить наплавной мост из мешков, чтобы переправиться через реку. Баян, совершив ночной бросок через реку, застал противника врасплох и быстро нанёс ему полное поражение, перебив значительную часть вражеской армии и вынудив Гао Тайсяна бежать в столицу.
История взятия монголами столицы государства — города Дали — описана в источниках туманно. Достоверно лишь то, что войска Хубилая вошли в город без особого сопротивления. Гао Тайсян ночью попытался бежать, но был схвачен и казнён, затем были казнены те, кто участвовал в убийстве монгольских послов. Хубилай не стал свергать правящую династию, а приставил к правителю Дали своего сюаньфу ши («уполномоченного по умиротворению») Лю Шичжуна. На завоёванных землях остался с войсками Урянхадай, который покорил ряд юго-западных областей, проникал в Тибет, а в 1257 году вторгся в Дайвьет.